# Велосипед (рассказ)
«Велосипед» — рассказ Эвалда Вилкса.

## Сюжет
Линарт презирает мещанство и стяжательство, сломавшие его жизнь. Он пытается навеять своему сыну — подрастающему 10-летнему мальчику Артуру — те же мотивы своего мировоззрения, для чего в качестве примера приводит их вороватого соседа, который имеет множество денег и привык ни в чём себе не отказывать. Артур внимательно слушает рассказы отца и вскоре начинает следовать его нравственным идеалом, отказываясь от предложенного ему бабкой-стяжательницей помидора. В это же время Линарт обещает своему сыну купить на день рождения велосипед, но, не сдержавшись, в очередной раз пропивает деньги. Мальчику обидно за отца как перед домашними, так и перед школьными друзьями, один из которых назвал Линарта пьяницей.

## Герои
- Линарт-старший — отец Артура
- Артур — 10-летний сын Линарта

## Художественные особенности

### Проблема Линарта
Писатель серьёзно, чутко и с глубоким пониманием относится к причинам и природе проблемы пьянства Линарта-старшего. Однако автор возлагает свои надежды не на самого Линарта, у которого отсутствует мужество подняться над своей судьбой, но тем не менее являющимся умным, душевным и хорошо разбирающимся в людях человеком, а на его сына Артура (однако всё же имеется тревога автора по поводу того, что эта ноша ответственности станет слишком непомерной для ребёнка, могущей привести к слишком ранней и трудной зрелости). В качестве самого главного, что стоит вынести из рассказа, по мнению критика Мартыня Пойша, лежит тот факт, что случай, описанный в рассказе, не является нравственным падением человека, но его несчастьем, над которым и следует поразмышлять.

### Качество рассказа
Критик Мартынь Пойш отметил, что рассказ написан лаконично, ёмко и является вместительным по форме, а фактически вмещает в себя целый роман, что проявляется в чисто «романном» сюжете, поставленных проблемах и некотором числе психологочиских «узлов» (например, калитка становится тем самым узлом, где развязывается и проясняется целый ряд сюжетных и психологических аспектов, а также возникают новые, дающие направление к более глубокому пониманию рассказа). При этом в нём раскрывается как история целой семьи, так и характеры главных героев и даже их соседей. Но при всём при этом в рассказе отсутствуют повествовательность и медлительность в развитии сюжета и характеров (качества, характерные для романа).